# Inokuchi Akuri
Inokuchi Akuri, conosciuta anche come Inoguchi Aguri e Fujita Akuri (井口阿くり (Inōkuchi Akuri?); Akita, 12 gennaio 1871 – New York, 26 marzo 1931), è stata un'educatrice giapponese, considerata la "madre della ginnastica femminile giapponese".

## Biografia

### Primi anni di vita
Inokuchi Akuri nacque a Minami Dori Kame, nella prefettura di Akita. Sponsorizzata dal governo giapponese, frequentò lo Smith College e il Wellesley College e studiò educazione fisica con Senda Berenson presso la Boston Normal School of Gymnastics, fondata da Mary Tileston Hemenway. "C'è un grande desiderio di rendere le donne forti in Giappone", riferì a un giornale di Boston nel 1901", e così il mio governo mi ha mandato qui per studiare come aumentare la forza delle nostre donne".

### Vita privata
Inokuchi si sposò nel 1911 e fu conosciuta anche come Fujita Akuri. La coppia trascorse un breve periodo a San Francisco e negli anni '20 si recò a Londra come tutor. Morì nel 1931, all'età di 60 anni, per un'emorragia cerebrale.

## Carriera

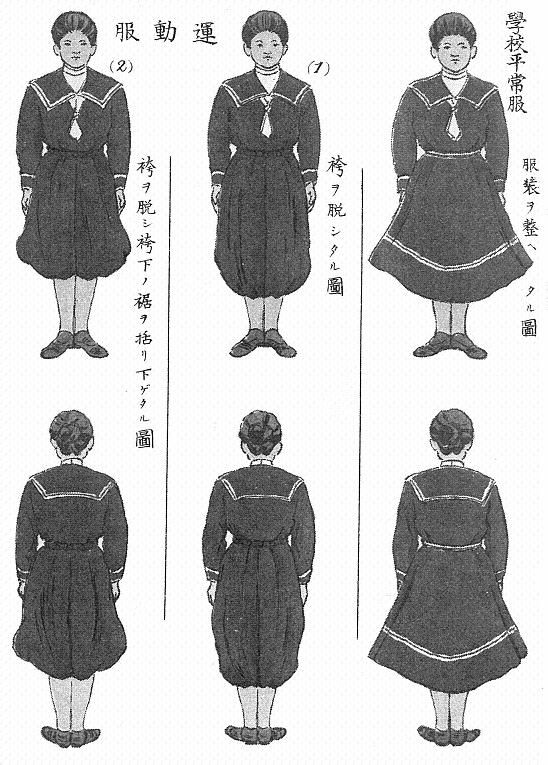
Abbigliamento sportivo disegnato da Inokuchi Akuri

Prima del suo soggiorno negli Stati Uniti, Inokuchi era un'insegnante a Tokyo. Al suo ritorno in Giappone nel 1903, Inokuchi insegnò educazione fisica alla High School Girls a Tokyo e introdusse il costume femminile per gli esercizi: bloomers, vestiti da marinaio e gonne al polpaccio, per ottenere un movimento comodo e efficace Pubblicò un rapporto, Taiiku no riron oyobi jissai (Teoria e pratica dell'educazione fisica) nel 1906. Venne considerata una delle pioniere dell'educazione fisica moderna delle donne in Giappone.
Per un certo periodo Inokuchi insegnò nella famiglia imperiale e fu preside di una scuola femminile a Taipei.